# Sint-Janshuismolen
De Sint-Janshuismolen in de Belgische stad Brugge bevindt zich op de Kruisvest, aan de rand van het stadscentrum. De windmolen die er nu staat kent zijn bouwjaar in 1770 en fungeert als korenmolen. Het is reeds de derde molen op die plek. Hij dankt zijn naam aan het gasthuis van Sint-Jan. Het gasthuis heeft de molen wellicht nooit in zijn bezit gehad, maar er werd wel een rente in opgelegd ten voordele ervan.

## Geschiedenis
Circa 1550 werd de molen herbouwd, maar waaide echter omver omstreeks 1744. Pieter Van Nieuwenhuyse was eigenaar van de helft van de Sint-Janshuismolen, maar overleed op 6 mei 1709. Pas in 1770 werd de huidige molen opgericht. Het bouwjaar staat gesneden in de ijzerbalk. De molen werd opgekocht door Pieter Descamp,  deken van het bakkersambacht in naam van 26 ander vrije meester-bakkers. Vandaar de naam Bakkersmolen die men soms gebruikte. Boven de ingang werd de naam "Sint Aubertus" gekapt. Sint-Aubertus was de patroon van het Brugse bakkersambacht.
Na een hele periode kwam de molen in handen van de familie Gevaert. Op 3 april 1914 kocht Stad Brugge de molens voor de prijs van 5000 fr. Frans Gevaert was hierbij de laatste Brugse vrije korenmolenaar. De stad Brugge was aanvankelijk van plan de molens te slopen. Nadien zag men de waarde in van de laatste molens op de vesten van Brugge. De molen werd hersteld, maar het was pas in 1964 dat de molen terug in actie kwam. Maurice Vienne was bereid om met de molens te draaien in de weekends. Hierdoor kwam er meer en meer molenbezoek op gang. Jozef de Waele was zijn opvolger (1967-1993).

## De Sint-Janshuismolen vandaag
De molen kende een grondige opknapbeurt in 2001, in functie van "Brugge, culturele hoofdstad van Europa 2002". De molen kan nog steeds bezocht worden.
De molen valt momenteel onder Musea Brugge.